# Non possumus

Des catholiques bloquent la marche des fiertés pour les revendications d'homosexuels à Częstochowa (Pologne).

Non possumus (« nous ne pouvons pas ») est une locution latine issue du Nouveau Testament. Elle est notamment utilisée par l'Église catholique, en particulier dans ses relations diplomatiques, pour exprimer un refus motivé par la doctrine ou la pratique religieuse (autrement dit, pour exprimer son refus de céder à une demande contraire à ses valeurs, à son dogme).

## Origine
L'expression non possumus, qui signifie « nous ne pouvons pas », est une citation des Actes des Apôtres (4:20), où Pierre et Jean déclarent (en latin dans la Vulgate) : « Non enim possumus quæ vidimus et audivimus non loqui » (« car nous ne pouvons pas ne pas parler de ce que nous avons vu et entendu ») lorsque les sadducéens veulent leur interdire de prêcher l'enseignement de Jésus de Nazareth.
Selon la tradition chrétienne, quand Dioclétien, au début du IVe siècle, a ordonné la destruction des Écritures et des églises chrétiennes, les 49 martyrs d'Abitène ont répliqué par ces mots à leurs persécuteurs : « Sine dominico non possumus » (« sans le dimanche [l'eucharistie] nous ne pouvons pas [vivre] »,,.

## Histoire de la papauté
C'est avec cette formule que le pape Clément VII, en 1529, a répondu au roi Henri VIII d'Angleterre qui exigeait de divorcer de Catherine d'Aragon. Depuis lors, elle est utilisée par l'Église catholique pour exprimer son refus de céder à une demande contraire à ses valeurs.
De même, en 1809, Pie VII emploie cette expression quand Napoléon revendique la possession des États pontificaux : « Non debemus, non possumus, non volumus » (« nous ne devons pas, nous ne pouvons pas, nous ne voulons pas »). 
À partir de 1870, le non possumus caractérise la stratégie politique des papes Pie IX, Léon XIII, Pie X, Benoît XV et Pie XI dans leurs rapports avec les puissances étrangères, notamment avec le royaume d'Italie après la « prise de Rome » et l'annexion des États pontificaux. Pendant les décennies suivantes, le pape se considère comme « prisonnier du Vatican » et limite ses contacts avec le monde extérieur. Cette période, dite de la « Question romaine », s'achève avec les accords du Latran, signés en 1929.
Le non possumus a également marqué l'histoire de la papauté lors de l'affaire Mortara. 
L'expression apparaît aussi dans le conflit entre le Saint-Siège et l'Action française en 1926 ; elle est restée célèbre dans ce contexte. En réponse à l'allocution consistoriale du 20 décembre 1926 prononcée par le pape Pie XI qui vise l'Action française et la pensée de Charles Maurras (« il n'est pas permis aux catholiques de soutenir, d'encourager et de lire les journaux publiés par des hommes dont les écrits, en s'écartant de notre dogme et de notre morale, ne peuvent échapper à la réprobation »), paraît le 24 décembre dans le quotidien L'Action française l'article « Non possumus » (« Il est pénible pour des fils de résister aux injonctions d'un Père. [...] En refusant, nous ne pouvons cesser d'être bons catholiques ; en obéissant, nous cesserions d'être bons Français. Nous ne trahirons pas notre patrie : Non possumus. ». En retournant cette expression contre le successeur de Pierre, ces catholiques font preuve d'insoumission, ce qui leur vaudra une réaction très dure de la papauté, qui les prive des sacrements et des funérailles religieuses.

## Généralisation de l'usage
Au cours des siècles, l'expression a acquis valeur de proverbe. On l'emploie comme un substantif : « un » non possumus désigne un refus par principe.
En 1869, le livre Non possumus du pasteur luthérien Adolphe Schaeffer (1826-1896) paraît en réponse à la Lettre d'un catholique aux pasteurs protestants de l'abbé Charles Lamey concernant le futur concile Vatican I.
C'est également avec ces mots que, le 8 mai 1953, les évêques de la république populaire de Pologne ont exprimé leur refus catégorique de subordonner l'Église au Parti communiste. En représailles, le gouvernement a emprisonné leur primat, le cardinal Stefan Wyszyński.